# Новобілицький район (Гомель)

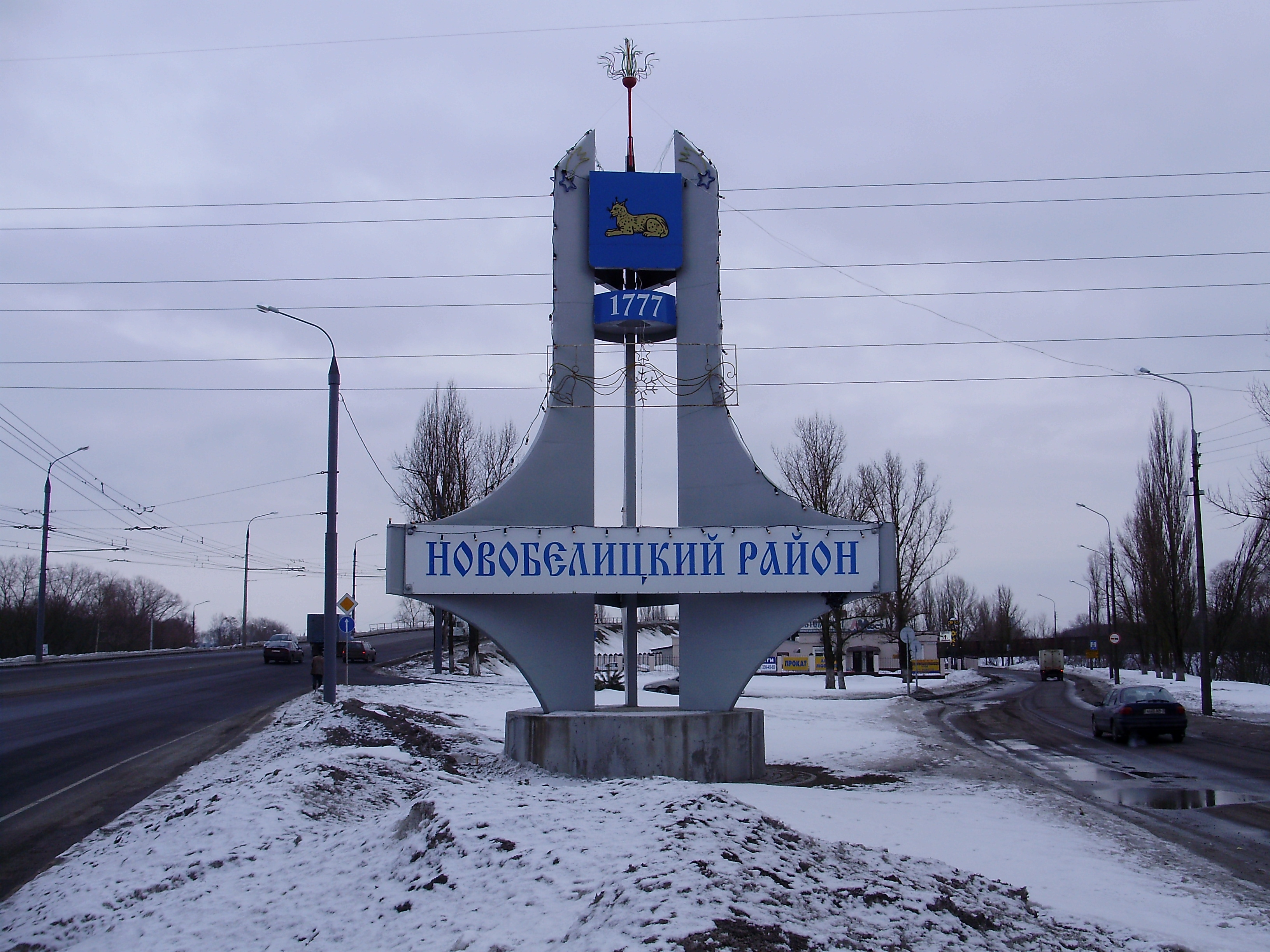
Скульптурна композиція на в'їзді у Новобілицький район зі сторони Центрального району

Новобілицкий район (біл. Навабеліцкі раён) — адміністративно-територіальна одиниця, міський район у південно-східній частині міста  Гомель. Розташований, на відміну від решти районів міста, на лівому березі річки Сож. Площа району складає понад 2 тис. га.

## Історія
У 1896—1914 роках в селищі Нова Білиця працювала Новобілицька лісопильна фабрика, яка спеціалізувалася на виготовленні дошок. У 1900—1913 роках тут була парова машина потужністю 80 к. с. У 1908—1910 роках на виробництві працювали 64 працівника.
У 1897—1908 роках в селищі Нова Білиця працював Новобілицький спиртоочисний завод, який мав парову машину (8 к. с.). У 1905 році вироблено 143,1 тис. відер 40° горілки. У 1908 роках на виробництві було зайнято 57 працівників.
У 1911—1913 роках діяв Новобілицький лісопильно-бондарський завод. Виготовляв дошки, бруси, палубнік, клепку. Мав паровий двигун (57 к. с.). У 1913 році працювало 90 працівників.

## Населення
У Новобілицькому районі проживає 50 тис. осіб (2005), що становить близько 10 % населення Гомеля.

## Головні вулиці
Головна магістраль району — вулиця Ілліча, яка пролягає з півночі на південь, починається відразу за автомобільним мостом через річку Сож і переходить у Чернігівське шосе. Друга за значимістю — вулиця Севастопольська, що трохи розвантажує центральну частину вулиці Ілліча від вантажного потоку транспорту.

## Водний об'єкт
Через Новобілицький район, паралельно вулиці Зайцева, тече струмок Мостище.